# Sorot
Der Sorot (russisch Сороть) ist ein rechter Nebenfluss der Welikaja in der russischen Oblast Pskow.
Der Sorot hat seinen Ursprung in dem kleinen See Michalkinskoje. Er fließt in überwiegend westlicher Richtung durch die Verwaltungsbezirke Noworschew, Puschkinskije Gory und Beschanizy.
Schließlich trifft er auf die nach Norden strömende Welikaja, 161 km oberhalb deren Mündung in den Peipussee. 
Am Flusslauf liegt das Rajon-Verwaltungszentrum Noworschew.
Wichtigster Nebenfluss des Sorot ist die Lsta von links.
Der Sorot hat eine Länge von 80 km. Er entwässert ein Areal von 3910 km².
Der mittlere Abfluss beträgt 28,9 m³/s.